# Never Mind the Buzzcocks
Never Mind the Buzzcocks is een komische quiz van de BBC over pop- en rockmuziek die tussen 1996 en 2015 werd uitgezonden. De titel is een samenstelling van de titel van het album Never Mind The Bollocks van de Sex Pistols, en de naam van de band Buzzcocks.
Het programma staat bekend om zijn droge, sarcastische humor en provocaties van de popwereld. Slachtoffers van beledigingen van de originele presentator Mark Lamarr waren onder meer James Blunt, Robbie Williams, Phil Collins, Westlife, Geri Halliwell en Elton John.

## Korte geschiedenis
Het programma werd van 1996 en tot december 2005 gepresenteerd door Mark Lamarr, en vanaf oktober 2006 door Simon Amstell. De vaste teamcaptains zijn Phill Jupitus en Sean Hughes, die in 2002 stopte, waarna Bill Bailey het stokje overnam.
In 2005 werd bekendgemaakt dat Mark Lamarr na 150 afleveringen een pauze nam van het programma, om zich te concentreren op andere projecten. Het seizoen dat in de lente van 2006 werd uitgezonden werd daarom gepresenteerd door gastpresentators, voordat Simon Amstell het definitief overnam. Amstell was tweemaal eerder in het programma te zien geweest als panellid (seizoen 13, aflevering 8 en seizoen 16, aflevering 11) en eenmaal als gastpresentator (seizoen 18, aflevering 21). Op 25 april 2009 kondigde Amstell via zijn internetnieuwsbrief aan dat hij geen nieuwe serie meer zal presenteren, omdat hij zich wil concentreren op zijn live tours en optredens.
Het 21ste seizoen werd uitgezonden vanaf 15 november 2007 met Simon Amstell als presentator en Phill Jupitus en Bill Bailey als teamcaptains, hoewel Noel Fielding Bill Bailey drie afleveringen lang verving. Dit was het laatste seizoen van Bailey, die in seizoen 22 niet meer meedeed. Hij werd vervangen door een per aflevering wisselende gast-teamcaptain. Vanaf seizoen 23 was Noel Fielding de vaste teamcaptain tot de laatste uitzending op 15 januari 2015. Vier maanden later maakte de BBC bekend dat het programma werd stopgezet en dat het tijd was voor nieuwe formats.
In 2021 maakte het programma een comeback op Sky Max; in eerste instantie voor acht afleveringen en een speciale Kerstuitzending. De presentatie was nu in handen van Greg Davies; oudgediende Noel Fielding nam het voortaan op tegen het team van Daisy May Cooper met de stand-upkomiek Jamali Maddix als terugkerend panellid.

## Concept
In het programma krijgen bekende gasten, meestal komieken of muzikanten, muzikale taken, zoals raden welk intro van een lied hun teamgenoten nabootsen zonder gebruik van instrumenten of andere attributen, of raden welk van de drie onwaarschijnlijke verhalen over een populaire muzikant waar is.

### Rondes
De eerste ronde is in het programma op verschillende manieren ingevuld. Enkele voorbeelden van opdrachten zijn:
- 'Sorry, No Refunds', waarin beide teams uit drie mogelijkheden de reden moet kiezen waarom een bepaalde muzikale act een optreden annuleerde.
- 'What Have We Pixellated?', een ronde die in 2006 werd geïntroduceerd, waarin de teams elk een videoclip te zien krijgen, waarin een deel digitaal onscherp gemaakt is. De teams moeten dan raden wat er eigenlijk te zien was.
- 'Do You Really Want to Hurt Me?', een nieuwe ronde uit 2007, waarin de teams uit drie artikelen moeten raden welke daarvan een bepaalde artiest heeft verwond.

De tweede ronde is de 'intro-ronde', waarin twee leden van elk team de intro's van twee of drie nummers moeten overbrengen aan het andere teamlid, zodat deze weet om welk nummer het gaat. Behoudens de Kerstuitzending mogen er mogen hierbij geen muziekinstrumenten gebruikt worden. Als het antwoord niet geraden wordt, mag het andere team proberen het antwoord te raden.
De derde ronde heet 'Identity Parade'. Oorspronkelijk kreeg elk team in deze ronde de naam van een (meestal nogal obscure) muzikant uit het recente of verre verleden, die dan gekozen moest worden uit een rij van vijf mensen. Bij de doorstart in 2021 werd dit gewijzigd door een complete band op te stellen en de teams ter laten raden welk lid de oplichter is. 
De vierde en laatste ronde is 'Next Lines', waarin de teams een stuk tekst van een lied krijgen, waarna ze die moeten aanvullen met de volgende regel. Elk team moet zo veel mogelijk van deze teksten aanvullen binnen een gestelde tijd. Vaak wordt hierin de tekst van een lied van een van de gasten gegeven, die vrijwel nooit het goede antwoord geeft. Een uitzondering op deze regel is Guy McKnight, de zanger van Eighties Matchbox B-Line Disaster, die niet alleen het antwoord gaf, maar ook presentator Mark Lamarr verbeterde in het gegeven tekstdeel. Hij kreeg een punt voor de moeite.

## Controversiële gasten
In een aflevering uit 2001 was Dani Filth van de band Cradle of Filth te gast. Hij werd daarna voor altijd verbannen van de show, omdat hij en andere gasten "hopeloos dronken" werden. Ook andere gasten zijn duidelijk dronken verschenen in het programma, zoals Amy Winehouse.
De zanger van The Ordinary Boys, Samuel Preston, liep weg tijdens de opnames van de show, nadat Amstell op een sarcastische manier delen van de autobiografie van zijn toenmalige echtgenote voorlas. Hij werd vervangen door Ed Seymour, een man die door Bailey uit het publiek werd gepikt, omdat die een beetje op Preston leek.

## Nederlandse versies
- Toppop Yeah (1998-2000).
- Doe Maar Normaal (2007-2012)